# Geneviève Heller
Pour les articles homonymes, voir Heller.
Geneviève Heller, née le 7 avril 1948 à Prangins, est une historienne engagée dans les domaines de l’histoire sociale et sanitaire.

## Biographie
Geneviève Heller fait sa scolarité dans le canton de Vaud, puis étudie l'histoire de l'art à l'Université de Paris-Sorbonne entre 1967 et 1973 (licence et maîtrise). Elle s'intéresse en particulier à la question de la rénovation des quartiers d’habitation, des normes relatives au logement, des modèles culturels des habitants
.
Puis assistante à l’Université de Lausanne, elle collabore entre 1970 et 1976 avec les professeurs Enrico Castelnuovo, Philippe Junod et Jacques Gubler, avec des intermèdes à Paris et un semestre à la School of Environmental Studies au University College de Londres, avec Reyner Banham.
Sa thèse de doctorat, publiée en 1979, est consacrée à la réforme hygiénique aux XIXe et XXe siècles et mêle des intérêts relatifs à l’architecture domestique, aux équipements techniques et à l’usage du logement. Cet ouvrage, montrant comment le peuple suisse, aussi sale qu’un autre en 1850, fait l’apprentissage de la propreté, rencontre un grand succès médiatique.
En résonance avec les problèmes sociaux, pédagogiques et sanitaires de notre temps, Geneviève Heller s’intéresse aussi à différents thèmes, notamment l'histoire matérielle de l'école, la lutte contre la tuberculose, l'eugénisme, la vieillesse, l'éducation sociale et les placements d'enfants. Elle collabore entre autres étroitement avec l’Institut universitaire romand d’histoire de la médecine et de la santé (Institut des humanités), à Lausanne, l’Association de musée de l’école et de l’éducation (Fondation vaudoise du patrimoine scolaire) à Yverdon-les-Bains, l’Ecole d’études sociales et pédagogiques (Haute école de travail social et de la santé) à Lausanne et participe au Groupe Ethno-Doc dès sa création en 2000.

## Principales publications
- « Propre en ordre ». Habitation et vie domestique 1850-1930 : l’exemple vaudois, Lausanne, Éditions d'en bas, 1979, 248 p.
- « Tiens-toi droit ! ». L’enfant dans les écoles primaires vaudoises  au XIXe siècle : espace, morale et santé, Lausanne, Éditions d'en bas, 1988, 292 p.
- Charlotte Olivier. La lutte contre la tuberculose dans le canton de Vaud, Lausanne, Éditions d'en bas, 1992, 244 pages.
- Le poids des ans, histoire de la vieillesse en Suisse romande, Lausanne, Société d’histoire de la Suisse romande et, Éditions d'en bas, 1994, 167 p.
- La cage dorée. De la chambre d’école au groupe scolaire : deux cents ans d’architecture vaudoise, Chapelle-sur-Moudon, Éditions Ketty et Alexandre, 1997, 200 p. (avec Marianne Fornet).
- Rejetées, rebelles et mal adaptées. Débats sur l’eugénisme et pratique de la stérilisation non volontaire en Suisse romande au XXe siècle, Genève, Éditions Georg, 2002, 480 p. (avec Jacques Gasser et Gilles Jeanmonod).
- Enfance sacrifiée. Témoignages d'enfants placés entre 1930 et 1970, (avec Pierre Avanzino et Cécile Lacharme), (Les Cahiers de l'École d’études sociales et pédagogiques Lausanne, 42), novembre 2005, 144 p.
- Ceci n’est pas une prison. La maison d’éducation de Vennes. Histoire d’une institution pour garçons délinquants en Suisse romande (1805 - 1846 - 1987), Lausanne, Éditions Antipodes, 2012.